# Carlo di Borbone a caccia di folaghe sul lago di Licola
Il Carlo di Borbone a caccia di folaghe sul lago di Licola è un dipinto olio su tela di Claude Joseph Vernet, realizzato nel 1746 e conservato all'interno del Museo nazionale di Capodimonte, a Napoli.

## Storia e descrizione
Il dipinto è stato commissionato dallo stesso Carlo III di Spagna a Claude Joseph Vernet, durante il suo secondo soggiorno a Napoli nel 1746, per raffigurare una scena di caccia reale, tema molto caro alla corte borbonica partenopea per tutto il XVIII secolo, con un risultato chiaramente celebrativo; la tela è ospitata nella sala 33 del Museo di Capodimonte, nella zona dell'Appartamento Reale della reggia di Capodimonte, dove è stato trasferito nel 1938 dalla reggia di Caserta e prima ancora ospitato nel Palazzo Reale di Napoli: del dipinto esiste anche una copia di dimensioni leggermente maggiori conservata alla reggia di Versailles richiesta al pittore francese dal marchese de L'Hôpital, ambasciatore di Francia a Napoli.
L'opera ritrae il re con la sua corte impegnato in una battuta di caccia su barche, probabilmente organizzata in occasione della visita di un ospite di rilievo: tale scena è raffigurata in primo piano, con Carlo III ripreso nel momento esatto in cui colpisce con il colpo di un fucile una folaga; come attestato dallo stesso Vernet il luogo dovrebbe essere il lago di Patria, tuttavia le vedute sullo sfondo del promontorio di Cuma e dell'isola d'Ischia fanno supporre che si tratti di una palude, appositamente creata tramite inondazione durante l'inverno per soddisfare la passione venatoria del re, tra il lago di Licola e Varcaturo. Caratteristico il cielo, con il passaggio di una nuvola nera, che oscura la scena, quasi in contrasto con le macchie rosse e bianche date dai vestiti dei partecipanti alla battuta.